# Filippo Carandini
Filippo Carandini (ur. 6 września 1729 w Pesaro, zm. 28 sierpnia 1810 w Modenie) – włoski kardynał.

## Życiorys
Urodził się 6 września 1729 roku w Pesaro, jako syn Giana Lodovica Carandinirgo i Osanny Magni. Początkowo studiował w Collegio di Pesaro, a następnie prawo cywilne i kanoniczne w Rzymie. Po studiach został reprezentantem Franciszka II d’Este przed Stolicą Apostolską, a trzy lata później – prałatem Jego Świątobliwości. 29 stycznia 1787 roku został kreowany kardynałem diakonem i otrzymał diakonię Santa Maria in Portico. 6 lutego został prefektem Kongregacji Dobrego Rządu, a trzy miesiące później przyjął święcenia subdiakonatu. W marcu 1800 roku został prefektem Kongregacji ds. Soboru Trydenckiego i pełnił tę funkcję dożywotnio. W czasie francuskiej okupacji Rzymu w 1809 roku, musiał uciekać najpierw do Tolentino, a następnie do Modeny, gdzie zmarł 28 sierpnia następnego roku.